# Christa Puschmann
Christa Puschmann (8 novembre 1962) è un'ex sciatrice alpina austriaca.

## Biografia
Discesista pura originaria di Wels, la Puschmann vinse la medaglia d'argento agli Europei juniores di Achenkirch 1979 e ottenne l'unico piazzamento in Coppa del Mondo il 19 dicembre 1979 a Zell am See (15ª); non prese parte a rassegne olimpiche né ottenne piazzamenti ai Campionati mondiali.

## Palmarès

### Europei juniores
- 1 medaglia[1][2]:
  - 1 argento (discesa libera ad Achenkirch 1979)

### Coppa del Mondo
- Miglior piazzamento in classifica generale: 78ª nel 1980